# Colias pelidne
Colias pelidne är en fjärilsart som beskrevs av Jean Baptiste Boisduval 1832. Colias pelidne ingår i släktet Colias och familjen vitfjärilar. Inga underarter finns listade i Catalogue of Life.